# Robert Hughes
Robert Studley Forrest Hughes (Sydney, 28 juli 1938 – New York, 6 augustus 2012) was een Australisch schrijver, kunstcriticus en televisiemaker.

## Leven en werk
Hughes studeerde kunst en architectuur aan de Universiteit van Sydney. Daarna werkte hij als kunstcriticus voor diverse tijdschriften. Ook schreef hij gedichten. In 1964 emigreerde hij naar Londen en werkte daar voor The Spectator, The Daily Telegraph, The Times en The Observer. In 1970 verhuisde hij naar New York, waar hij als kunstcriticus werd aangesteld bij Time Magazine. Vanuit deze positie groeide hij uit tot een der meest invloedrijke kunstcritici uit de laatste decennia van de twintigste eeuw. 
Als schrijver kreeg Hughes internationale bekendheid met The fatal shore (1987, Nederlands: De fatale kust), een lijvige roman over de ontstaansgeschiedenis van Australië. Later maakte hij ook een televisiedocumentaire over dat thema. Als televisiemaker maakte hij ook naam met een documentaire over Francisco Goya en met de BBC-serie The Shock of the New, over moderne kunst. Hij promootte onder andere het werk van Frank Auerbach en Lucian Freud.
In 1991 kreeg Hughes de Orde van Australië toegekend. Tijdens een visvakantie in Australië in 1999 ontsnapte hij ternauwernood aan de dood na een ernstig auto-ongeluk, waarbij hij frontaal inreed op een tegenligger; hij werd aangeklaagd wegens gevaarlijk rijgedrag, voelde zich als een crimineel behandeld, ook in de pers, en zou Australië uiteindelijk voorgoed de rug toekeren. In 2002 kreeg hij een grote klap te verwerken toen zijn zoon en beeldhouwer Danton zelfmoord pleegde. Hughes overleed in 2012 te New York, 74 jaar oud, na een langdurig ziekbed. Zijn belangrijkste werken werden ook in het Nederlands vertaald.

## Publicaties (selectie)
- Donald Friend, 1965.
- The Art of Australia, 1966.
- Heaven and Hell in Western Art, 1968.
- The Fatal Shore, 1987. Nederlands: De fatale kust
- Lucian Freud Paintings, 1989.
- Frank Auerbach, 1990.
- Nothing if Not Critical: Selected Essays on Art and Artists, 1991. Nederlands: Kritisch, in vredesnaam kritisch
- The Shock of the New: Art and the Century of Change, 1991. Nederlands: De schok van het nieuwe
- Barcelona  1992. Nederlands: Het epos van Barcelona: koningin der steden
- Culture of Complaint, 1993. Nederlands: De klaagcultuur
- À Jerk on One End: Reflections of a Mediocre Fisherman, 1998. Nederlands: De visser en zijn vis; een passie
- American Visions: The Epic History of Art in America, 1998. Nederlands: Amerika's visioenen
- Barcelona: the Great Enchantress, 2001. Nederlands: Barcelona: de grote verleidster
- Goya, 2004.
- Things I Didn’t Know: À Memoir, 2006.
- Atelier Margritte, 2008. Nederlands: Atelier Margritte.
- Rome: A Cultural, Visual and Personal History, 2011. Nederlands: De zeven levens van Rome.

## Biografieën
- Anderson, Patricia: Robert Hughes: The Australian Years, Pandora Press, 2009. ISBN 978-0-9579142-2-3
- Britain, Ian: Once An Australian: Journeys with Barry Humphries, Clive James, Germaine Greer and Robert Hughes, Oxford University Press, 1997  ISBN 0195537424